# Снова любовь поселитца
«Снова любовь поселитца» (sic) — двадцатый номерной магнитоальбом советской рок-группы «ДК», выпущенный в 1985 году с использованием более раннего материала. В альбоме присутствует вокал Виктора Клемешева, Владимира Токмакова и руководителя группы — Сергея Жарикова. 
Откровенно концептуалистский магнитоальбом ДК, оформлением к которому занимался известный московский художник-концептуалист Никита Алексеев, участник арт-группы «Коллективные действия».
Основным блоком данного альбома являются нарочито небрежные перепевки как отечественных, так и зарубежных шлягеров своего времени, как например «Sunny», известная в исполнении Boney M (в альбоме она называется «Сани»). Альбом был переиздан в 2001 году (CD), куда также вошли несколько старых композиций, в основном, из магнитоальбома «Второе апреля». Над оформлением компакт-диска работали Сергей Жариков и Александр С. Волков.

## Список композиций
Все композиции и смысловые ссылки альбома были сделаны Сергеем Жариковым.

### Оригинал 1985 года
1. Сани
2. Это жизнь
3. Мечта сбываетца
4. Фирма I
5. Фирма II
6. Ласковая Родина
7. Ай Лавью
8. Фирма III
9. Новый вальсок
10. Отель Калифорния
11. Не играй тему, Летов
12. Романс «Бесприданница»
13. Вэй чи вул джаст
14. Аисты
15. Скэт
16. Все ништяк
17. Ага

### Переиздание 2001 года
1. Зеркало
2. Девять восьмых
3. Ты гречку выдаёшь за манку
4. Старый суходроч (ария Каренина)
5. Улетела птичья стая
6. Жуть
7. Снова любовь поселитца
8. Ласточка с весною
9. Вошь
10. Второе апреля
11. Это жизнь
12. Послушай, друг

## Участники записи альбома
- Сергей Жариков — вокал, барабаны
- Александр Белоносов — вокал, клавиши
- Виктор Клемешов — вокал, гитара, саксофон
- Владимир Токмаков — вокал
- Сергей Летов — кларнет, саксофон
- Дмитрий Яншин — гитара, аранжировки
- Сергей Полянский — бас
- Юрий Орлов — альт-саксофон
- Олег Андреев — бас
- Алик Крымский — бас